# Evangelisch-Lutherisches Dekanat Cham/Sulzbach-Rosenberg/Weiden
Das Dekanat Cham/Sulzbach-Rosenberg/Weiden ist eines der achtzehn Dekanate des Kirchenkreises Schwaben-Altbayern. Bis zu dessen Fusion gehörte es dem Kirchenkreis Regensburg an. Es entstand am 1. Juli 2024 aus den bisherigen Dekanaten Cham, Sulzbach-Rosenberg und Weiden, die miteinander fusionierten.
Sitz des Dekanats ist Weiden. Das Dekanat hat Büros in den ehemaligen Dekanatssitzen Cham, Sulzbach-Rosenberg und Weiden.

## Gebiet
Es teilt sich in einen Nordbereich, der das ehemalige Dekanat Weiden umfasst und von Dekan Thomas Guba geleitet wird, und einen Südbereich, der die ehemaligen Dekanate Cham und Sulzbach-Rosenberg umfasst und von Dekanin Ulrike Dittmar geleitet wird. Geschäftsführender Dekan ist Thomas Guba. 
Flächenmäßig ist es das größte Dekanat der bayerischen Landeskirche. Es erstreckt sich von Waldsassen in der Oberpfalz im Norden bis Zwiesel in Niederbayern im Südosten und von Etzelwang im Kreis Amberg-Sulzbach bis zur tschechischen Grenze. Zu ihm gehören sechs Landkreise sowie die kreisfreien Städte Amberg und Weiden. Der größte Teil des Dekanats liegt in der Oberpfalz, es hat aber auch Gemeinden im Landkreis Regen in Niederbayern und Oberfranken.

## Mitarbeitende
Im Dekanat gibt es 52 Pfarrstellen, fünf Stellen für Theologisch-Pädagogische Mitarbeitende für die Arbeit mit Kindern und Jugendlichen auf Dekanatsebene sowie vier hauptamtliche Kirchenmusiker.
Außerdem gibt es 18 evangelische Kindertagesstätten.

## Bekannte Persönlichkeiten
- Anna-Nicole Heinrich, Präses der Synode der Evangelischen Kirche in Deutschland